# Via Alpina

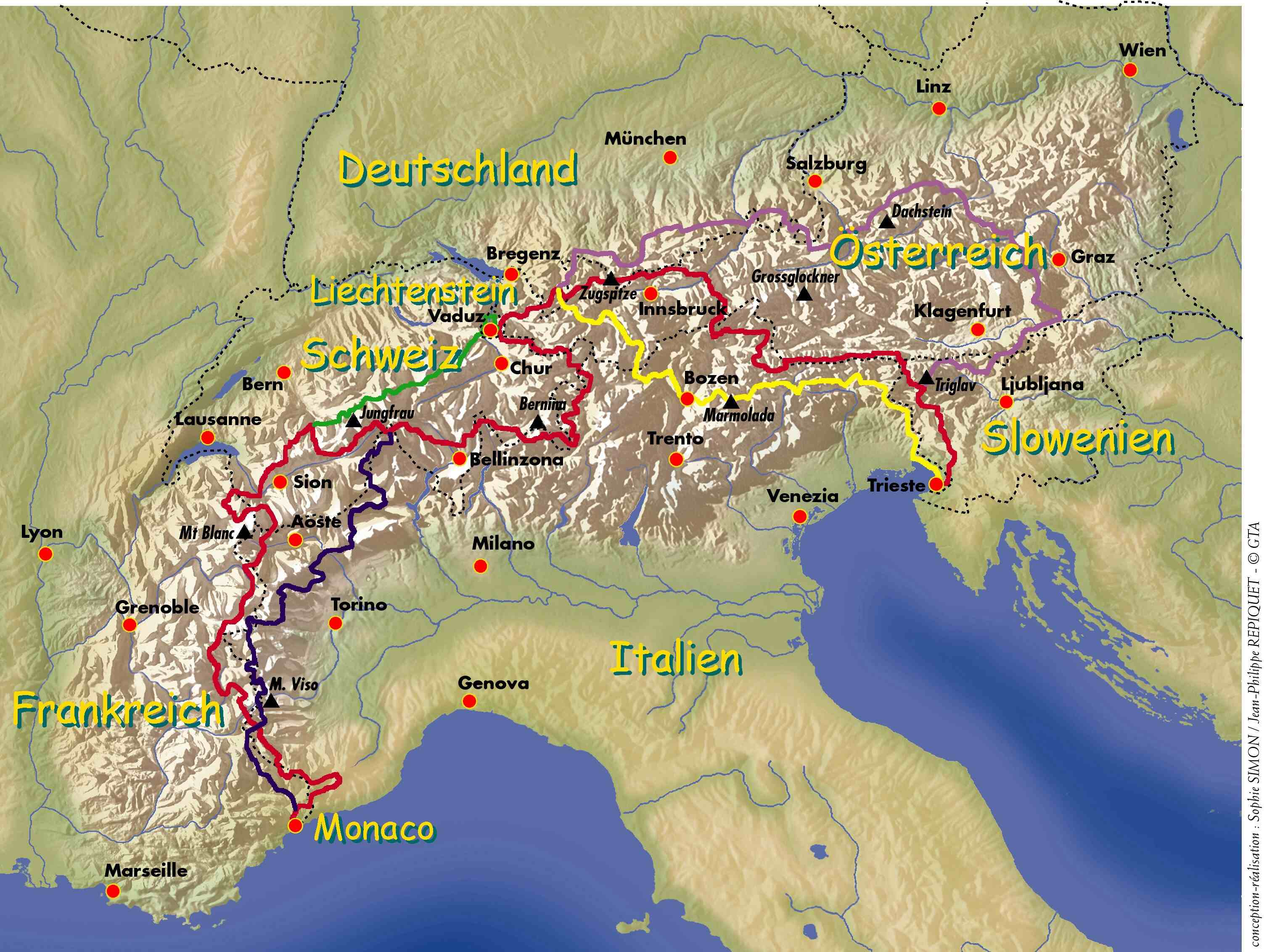
Mapa Via Alpina

Via Alpina – sieć pięciu pieszych szlaków turystycznych poprowadzonych w Alpach na terenie ośmiu państw: Szwajcarii, Francji, Monako, Włoch, Liechtensteinu, Niemiec, Austrii i Słowenii.
Najdłuższy, oznaczony kolorem czerwonym szlak podzielony jest na 161 jednodniowych etapów i przebiega z Triestu we Włoszech do Monako. Ponadto wytyczono również szlak niebieski (61 etapów), zielony (13 etapów), żółty (40 etapów) i fioletowy (66 etapów). Łączna długość wytyczonych tras przekracza 5000 km.